# Карлос Пачаме
Карлос Пачаме (ісп. Carlos Pachamé, нар. 25 лютого 1944) — аргентинський футболіст, що грав на позиції півзахисника, а також тренер.

## Клубна кар'єра
Розпочав грати у команді «Естудьянтес», з якою став чемпіоном Аргентини, а також виграв три поспіль Кубка Лібертадорес з 1968 по 1970 рік, Міжконтинентальний кубок 1968 року та Міжамериканський кубок 1969 року. У команді він створив тріо півзахисту разом з Карлосом Білардо та Едуардо Флоресом, яке було одним з найкращих у країні.
У 1972–1973 роках грав за «Боку Хуніорс», після чого повернувся в «Естудьянтес», де провів ще три роки. Загалом за два періоди у клубі він зіграв 273 матчі в чемпіонаті і забив 6 голів. 
У 1977 році недовго пограв за клуби «Кільмес» та «Ланус», після чого відправився в колумбійський «Індепендьєнте Медельїн». Завершив кар'єру в американському «Рочестер Лансерс» з NASL, за який у 1979 році зіграв три матчі.

## Виступи за збірну
Дебютував 1967 року в офіційних матчах у складі національної збірної Аргентини. За три роки у формі головної команди країни зіграв 9 матчів.

## Тренерська кар'єра
Завершивши ігрову кар'єру, 1981 року очолив «Естудьянтес». В подальшому працював з молодіжною збірною Аргентини, з якою став фіналістом молодіжного чемпіонату світу 1983 року. Потім керував командою на Олімпійських іграх 1988 року і чемпіонаті світу 1989 року, на обох турнірах команда стала чвертьфіналісткою. Паралельно був помічником Карлоса Білардо у національній збірній, яка виграла чемпіонат світу 1986 року в Мексиці та стала фіналістом на наступному «мундіалі» в Італії.
У сезоні 1997 тренував японський клуб «Авіспа Фукуока», а 2003 року вдруге очолив «Естудьянтес».

## Статистика
| Збірна Аргентини | Збірна Аргентини | Збірна Аргентини |
| Роки             | Ігри             | голи             |
| ---------------- | ---------------- | ---------------- |
| 1967             | 4                | 0                |
| 1968             | 0                | 0                |
| 1969             | 5                | 0                |
| Усього           | 9                | 0                |

## Титули і досягнення

### Як гравця
- Чемпіон Аргентини (1):

«Естудьянтес»: 1967 (Метрополітано)
- Володар Кубка Лібертадорес (3):

«Естудьянтес»: 1968, 1969, 1970
- Володар Міжконтинентального кубка (1):

«Естудьянтес»: 1968
- Володар Міжамериканського кубка (1):

«Естудьянтес»: 1969

### Як тренера
- Чемпіон Південної Америки (U-16): 1985